# Rallye Ain-Jura
Le Rallye Ain-Jura est un rallye automobile qui se déroule dans la vallée d'Oyonnax, dans l'Ain.

## Histoire
Le rallye fut créé en 1976 par l'ASA-ESCA Plastics Vallée. Il a vu la participation de pilotes comme Christian Rigollet, Gilles Nantet (6 victoires), Dany Snobeck, Éric Mauffrey ou encore Yves Pezzutti.
En 2008, il passe en coefficient 5 de la première division[pas clair]. 
En 2013, le Rallye Ain Jura a été le théâtre de la finale de la Coupe de France des Rallyes qui s'est déroulée les 18, 19 et 20 octobre. En 2014, le tracé de l'épreuve a repris les grandes lignes de la finale 2013.

## Palmarès
| 1976 - 1er Rallye Fédéral Ain-Jura              | 1er André Verchère - Michel Grasset (Alpine-Renault A110)           | 2e Jacques Vuillet - Bernard Ravoux (Opel Kadett)                     | 3e Bonnamour - Bonnamour (Opel GSE)                                      | 4e Grangeon - Chopard (Alpine A110)                                   | 5e Salvy - Salvy (Ford Capri 2600 RS)                                |
| 1977 - 2e Rallye National AIn-Jura              | 1er Francis Vincent - François Calvier (Fiat 131 Abarth)            | 2e André Verchère - Michel Grasset (Alpine-Renault A110)              |                                                                          |                                                                       |                                                                      |
| 1978 - 3e Rallye National Ain-Jura              | 1er Roland Salvy - Jean-Marc Landry (Porsche 911 2,7l.)             | 2e Michel Bonnamour - Nicole Bonnamour (Porsche 911 2,7l.)            |                                                                          |                                                                       |                                                                      |
| 1979 - 4e Rallye National Ain-Jura              | 1er Jean Krucker - Gaby Lovey (Porsche 911 3l.)                     | 2e Michel Bonnamour - Nicole Bonnamour (Porsche 911 3l.)              |                                                                          |                                                                       |                                                                      |
| 1980 - 5e Rallye International Ain-Jura         | 1er Didier Todeschini - Claude Debailleux (Porsche 911 SC)          | 2e William Oddoux - Anne Drouilleau (Opel I. 2000)                    |                                                                          |                                                                       |                                                                      |
| 1981 - 6e Rallye International Ain-Jura         | 1er Michel Teilhol - Françoise Teilhol (Porsche 911 SC 3l.)         | 2e Jean Krucker - Yvette Sabatie (Porsche 911 3,3l.)                  |                                                                          |                                                                       |                                                                      |
| 1982 - 7e Rallye International Ain-Jura         | 1er Gilbert Sau - Annie Albis (Renault 5 turbo)                     | 2e Jean Krucker - Yvette Sabatie (Porsche 911 3,3l.)                  |                                                                          |                                                                       |                                                                      |
| 1983 - 8e Rallye International Ain-Jura         | 1er Gilles Nantet - Roger Chapuis (Renault 5 turbo)                 | 2e François Grandjean - Pascal Ruer (Porsche 911 SC 3l.)              |                                                                          |                                                                       |                                                                      |
| 1984 - 9e Rallye International Ain-Jura         | 1er Daniel Hoffner - Raymond Sieffert (Renault 5 turbo)             | 2e François Grandjean - Pascal Ruer (Porsche 911 SC 3l.)              |                                                                          |                                                                       |                                                                      |
| 1985 - 10e Rallye International Ain-Jura        | 1er Daniel Girardon - Gilbert Michel (Renault 5 turbo)              | 2e Daniel Hoffner - Raymond Sieffert (Porsche 911 SC RS)              |                                                                          |                                                                       |                                                                      |
| 1986 - 11er Rallye International Ain-Jura       | 1er Dominique de Meyer - Joël Chompeaux (Renault Maxi 5 turbo)      | 2e Pascal Thomasse - Patrick Maine (Renault Maxi 5 turbo)             |                                                                          |                                                                       |                                                                      |
| 1987 - 12e Rallye International Ain-Jura        | 1er Christian Rigollet - Michel Bathelot (Ford Cosworth)            | 2e Daniel Hoffner - Raymond Sieffert (Ford Cosworth)                  |                                                                          |                                                                       |                                                                      |
| 1988 - 13e Rallye International Ain-Jura        | 1er Christian Rigollet - Michel Bathelot (Ford Cosworth)            | 2e Philippe Reguillon - Michel Reguillon (VW Golf 16 S)               |                                                                          |                                                                       |                                                                      |
| 1989 - 14e Rallye International Ain-Jura        | 1er Christian Rigollet - Michel Bathelot (Ford Cosworth)            | 2e Jacques Tasso - Michèle Rancoux (Ford Cosworth)                    |                                                                          |                                                                       |                                                                      |
| 1990 - 15e Rallye International Ain-Jura        | 1er Jacques Tasso - Michèle Rancoux (Ford Cosworth)                 | 2e Gérard Pradelle - Michèle Jaffeux (Peugeot 309 GTI)                |                                                                          |                                                                       |                                                                      |
| 1991 - 16e Rallye International Ain-Jura        | 1er Jacques Tasso - Michèle Rancoux (Ford Cosworth)                 | 2e Christian Rigollet - Michel Bathelot (Ford Cosworth)               |                                                                          |                                                                       |                                                                      |
| 1992 - 17e Rallye International Ain-Jura        | 1er Patrick Vernet - Yves Bouzat (Peugeot 309 16 S)                 | 2e William Oddoux - Alain Aujogue (Ford Sierra 4x4)                   |                                                                          |                                                                       |                                                                      |
| 1994 - 18e Rallye National Ain-Jura             | 1er Christian Desbrosses - Michel Tavernon (Ford Sierra A/8)        | 2e Christian Paulin - Jean-François Dufour (Ford Sierra A/8)          | 3e Jean Pierre Trapezio - Christian Gazanhes (Lancia Delta HF A/8)       | 4e Michel Rolland - René Michel (Porsche 911 F/13)                    | 5e Robert Masura - Philippe Vachoux (Renault 5 Turbo F/13)           |
| 1995 - 19e Rallye National Ain-Jura             | 1er François Grandjean - Yvan Mauffrey (BMW M3 A/8)                 | 2e Richard Caillat - Patrick Harry (Porsche 911 F/13)                 | 3e Didier Deniset - Olivier Voutaz (Renault 5 Turbo F/13)                | 4e Michel Rolland - René Michel (Porsche 911 F/13)                    | 5e Jacky Voirin - Henry Peyrard (Ford Escort Cosworth N/4)           |
| 1996 - 20e Rallye National Ain-Jura             | 1er Yves Pezzutti - Corinne Murcia (Ford Escort Cosworth A/8)       | 2e Michel Rolland - René Michel (Porsche 911 F/13)                    | 3e Richard Caillat - Philippe Tournier (Porsche 911 SC F/13)             | 4e Claude Passaquin - N. Passaquin (Ford Escort Cosworth N/4)         | 5e Franck Michel - Jean Luc Angeloz (Renault Clio Williams N/3)      |
| 1997 - 21er Rallye National Ain-Jura            | 1er Jacky Voirin - Henri Peyrard (Ford Escort Cosworth N/4)         | 2e Gilles Cellier - Hervé Bossu (Opel Manta GTE F/13)                 | 3e Eric Perrier Cornet - Patrice Neyrond (Renault Clio Williams A/7)     | 4e Christian Crozet - Sylvain Blanot (BMW M3 A/8)                     | 5e Cyril Oddoux - Catherine Finelle (Renault Clio Williams N/3)      |
| 1998 - 22e Rallye National Ain-Jura             | 1er Jérôme Galpin - A. Delebecque (Renault Mégane MAXI A/7)         | 2e Yves Pezzutti - Corinne Murcia (Ford Escort Cos. A/8)              | 3e Christian Crozet - Sylvain Blanot (BMW M3 FA/8)                       | 4e Daniel Monchal - Dominique Gros Aimard (Ford Escort Cosworth N/4)  | 5e Alain Triniane - Marie France Triniaine (Porsche 930 F/13)        |
| 1999 - 23e Rallye National Ain-Jura             | 1er Gilles Aebi - Sarah Aebi (Peugeot 306 MAXI A/7)                 | 2e Pascal Ippoliti - Christophe Clevenot (Mitsubishi Lancer N/4)      | 3e Richard Caillat - Maud Caillat (Porsche 911 SC F/13)                  | 4e Thierry Gargot Branche - Patrick Venet (Mitsubishi Carisma GT N/4) | 5e Thierry Laguarrigue - Georges Terraillon (Opel Kadett F/13)       |
| 2000 - 24e Rallye National Ain-Jura             | 1er Pascal Ippoliti - Christophe Clevenot (Subaru Impreza 555 A/8)  | 2e Gilles Nantet - Daniel Burlet (Porsche 911 SC F/19)                | 3e Richard Caillat - Yves Pin (Porsche 911 SC F/19)                      | 4e Christian Nigri - Didier Dahan (BMW M3 FA/8)                       | 5e Stéphane Rodriguez - Philippe Morand (BMW M3 FA/8)                |
| 2001 - 25e Rallye National Ain-Jura             | 1er Pascal Ippoliti - Christophe Clevenot (Subaru Impreza 555 A/8)  | 2e Éric Mauffrey - Philippe Bouvier (Peugeot 306 MAXI A/7)            | 3e Gilles Nantet - Daniel Burlet (Porsche 991 SC F/19)                   | 4e Matthieu Morel - Corinne Dumontel (BMW M3 FA/8)                    | 5e Philippe Greiffenberg - Vincent Ducher (Citroën Saxo KIT CAR A/6) |
| 2002 - 26e Rallye National Ain-Jura             | 1er Gilles Nantet - Daniel Burlet (Porsche 911 SC F/19)             | 2e Christian Nigri - Didier Dahan (BMW M3 FA/8)                       | 3e Jean Pierre Bochatay - Valérie Audoux (Renault Clio RSi F2/14)        | 4e Matthieu Morel - Corinne Dumontel (BMW M3 FA/8)                    | 5e Hervé Rey - Valérie Cardinal (Renault Clio RS N/3)                |
| 2003 - 27e Rallye National Ain-Jura             | 1er Gilles Nantet - Sabine Derrien (Porsche 911 SC F/19)            | 2e Nicolas Baron - Lionel Dupras (Renault Megane MAXI A/7)            | 3e Jean Pierre Bochatay - Aymeric Willot (Renault Clio RSi F2/14)        | 4e Patrick Gaillet - Fabrice Payan (Renault 5 Turbo F/19)             | 5e David Petit - Régis Boutier (Opel Kadett GSi FA/7)                |
| 2004 - 28e Rallye National Ain-Jura             | 1er Gilles Nantet - Daniel Burlet (Porsche 911 SC F/19)             | 2e Ludovic Gherardi - Carl Costa (Renault Clio MAXI A/7)              | 3e Nicolas Baron - Alexandre Mourroz (Renault Mégane MAXI A/7)           | 4e Frédéric Michaud - Christophe Michaud (Renault Clio W. FN/3)       | 5e Jean Pierre Vital - Marie Hélène Badoux (Citroën Saxo VTS F2/13)  |
| 2005 - 29e Rallye National Ain-Jura             | 1er Ludovic Gherardi - Michel Di Lullo (Renault Clio MAXI A/7)      | 2e Christian Nigri - Didier Dahan (BMW M3 FA/8)                       | 3e Jacky Voirin - Henri Peyrard (Subaru Impreza WRX N/4)                 | 4e Guy Mottard - Cédric Mondon (Peugeot 306 MAXI A/7)                 | 5e Ludo Gal - Cédric Canal (Renault Clio Ragnotti N/3)               |
| 2006 - 30e Rallye National Ain-Jura             | 1er Jean-Paul Grohens - Frédéric Dezire (Peugeot 206 WRC A/8W)      | 2e Guy Mottard - D. Zambetti (Peugeot 306 MAXI A/7K)                  | 3e Joêl Juif - Bresson François (Ford Escort Cosworth FA/8)              | 4e Thierry Laguarrigue - Poinsonnet J.P. (BMW 318 Compact F2/14)      | 5e Nicolas Roux - Emmanuel Roux (Skoda Ocatvia WRC A/8W)             |
| 2007 - 31er Rallye National Ain-Jura            | 1er Ludovic Gherardi - Gérard Augier (Peugeot 306 MAXI A/7K)        | 2e Raphaël Michaud - E. Chassard (Peugeot 309 Evo F2/14)              | 3e Cédric Fagot Revurat - Seb. Fagot Revurat (Renault Clio Ragnotti N/3) | 4e Mickaël Piazzolla - Daniel Vuillard (Renault Clio 16S FA/7)        | 5e Fabrice Perrachon - Gilles Bouchy (Peugeot 306 KC A/7K)           |
| 2008 - 32e Rallye National Ain-Jura             | 1er Dany Snobeck - Christophe Jouet (Peugeot 307 WRC A/8W)          | 2e Ludovic Gherardi - Gérard Augier (Peugeot 306 MAXI A/7K)           | 3e Yannick Desbiolles - Julie Faure (Renault Clio MAXI A/7K)             | 4e Hervé Véricel - J.P. Poinsonnet (Porsche 996 GT3 GT/10)            | 5e Nicolas Roux - Emmanuel Roux (Skoda Octavia WRC A/8W)             |
| 2009 - 33e Rallye National Ain-Jura             | 1er Dany Snobeck - Gilles Monsedir (Peugeot 307 WRC A/8W)           | 2e Ludovic Gherardi - Gérard Augier (Peugeot 306 MAXI A/7K)           | 3e Gilles Nantet - Jérome Degout (Porsche 996 GT3 GT/10)                 | 4e Cédric Robert - Matthieu Duval (Renault Clio R3 R/3C)              | 5e François Rennard - Gabin Moreau (Renault Clio MAXI F2/13)         |
| 2010 - 34e Rallye National Ain-Jura             | 1er Ludovic Gherardi - Gérard Augier (Peugeot 306 MAXI A/7K)        | 2e Nicolas Roux - René Allegré (Skoda Octavia WRC A/8W)               | 3e François Rennard - Fayçal Ben Ammar (Renault Clio MAXI F2/13)         | 4e Thomas Badel - Aurélie Badel (Renault Clio MAXI F2/14)             | 5e Raphaël Michaud - Elsa Chassard (Peugeot 309 Evo F2/14)           |
| 2011 - 35e Rallye National Ain-Jura             | 1er Gilles Nantet - René Belleville (Porsche 996 GT3 CUP GT+/16)    | 2e Ludovic Gherardi - Gérard Augier (Peugeot 306 MAXI A/7K)           | 3e Nicolas Roux - René Allegré (Skoda Octavia WRC A/8W)                  | 4e Arnaud Monnet - Pierre Barge (Peugeot 207 S2000 A/7S)              | 5e Guy Mottard - Jordan Mottard (Peugeot 306 MAXI A/7K)              |
| 2012 - 36e Rallye National Ain-Jura             | 1er Gilles Nantet - Quentin Perrin (Porsche 997 GT3 CUP GT+/16)     | 2e Raphaël Michaud - Emmanuel Chene (Peugeot 309 Evo F2/14)           | 3e Jean-Pascal Besson - Patrice Roissac (Peugeot 307 WRC A/8W)           | 4e Pierre Lafay - Jean Michel Veret (Renault Mégane RS N/4)           | 5e Eric Peyrache - Frédéric Guillarme (Porsche 996 GT3 GT/10)        |
| 2013 - Finale de la coupe de France des Rallyes | 1er Ludovic Gherardi - Gérard Augier (Ford Fiesta RRC A/7S)         | 2e Jérôme Chavanne - Romain Montvignier (Peugeot 207 S2000 A/7S)      | 3e Michel Giraldo - Marielle Giraldo (Peugeot 306 MAXI FA/7K)            | 4e Thomas Badel - Aurélie Badel (Renault Clio Williams F2/14)         | 5e Paul Alerini - Cyril Audirac (Peugeot 207 S2000 A/7S)             |
| 2014 - 37e Rallye National Ain-Jura             | 1er Ludovic Gherardi - Di Lullo Michel (Citroën DS3 WRC A/8W)       | 2e Gilles Nantet - Corinne Murcia (Porsche 997 GT3 Cup GT/15+)        | 3e Jérémy Ancian - Olivier Vitrani (Renault Clio R3 R/3C)                | 4e Sylvain Michel - Marjolaine Arnaud (Porsche 997 GT2 GT/10)         | 5e Thierry Joram - Sophie Joram (Renault Megane MAXI FA/7K)          |
| 2015 - 38e Rallye National Ain-Jura             | 1er Ludovic Gherardi - Di Lullo Michel (Citroën DS3 WRC A/8W)       | 2e Michaël Lobry - Gaëtan Parade (Mitsubishi Lancer Evo X R4)         | 3e Claude Baratay - Aline Morel (Renault Clio R3 R/3C)                   |                                                                       |                                                                      |
| 2016 - 39e Rallye National Ain-Jura             | 1er Jeremi Ancian - Céline Mercier (Peugeot 207 S2000 A/7S)         | 2e Ludovic Gherardi - Michel Di Lullo (Citroën DS3 WRC A/8W)          | 3e Yves Pezzutti - Gérard Augier (Peugeot 306 maxi A/7K)                 |                                                                       |                                                                      |
| 2017 - 40e Rallye National Ain-Jura             | 1er Jeremi Ancian - Olivier Vitrani (Ford Fiesta R5 R/5)            | 2e Ludovic Gherardi - Michel Di Lullo (Citroën DS3 WRC A/8W)          | 3e Pierre Yves Esparcieux - Kevin Duc (Citroën DS3 R5 R/5)               |                                                                       |                                                                      |
| 2018 - 41e Rallye National Ain-Jura             | 1er Laurent Lacomy - Emmanuel Chene (Citroën DS3 R5 R/5)            | 2e Pezzutti Yves - Michel Di Lullo (Skoda Fabia R5 R/5)               | 3e Pierre Yves Esparcieux - Kevin Duc (Citroën DS3 R5 R/5)               |                                                                       |                                                                      |
| 2019 - 42e Rallye National Ain-Jura             | 1er Kevin Bochatay - Thibault Glasson Blanchet (Skoda Fabia R5 R/5) | 2e Anthony Puppo - Florian Barral (Skoda Fabia R5 R/5)                | 3e Yves Pezzutti - Michel Di Lullo (Skoda Fabia R5 R/5)                  |                                                                       |                                                                      |
| 2022 - 43e Rallye National Ain-Jura             | 1er Jeremi Ancian - Michel Di Lullo (Wolkswagen Polo GTI R5 R/C2)   | 2e Denis Millet - Romain Blondeau Toiny (Wolkswagen Polo GTI R5 R/C2) | 3e Michaël Prevalet - Matthieu Pagnier (Citroën DS3 R5 R/5)              |                                                                       |                                                                      |
| 2023 - 44e Rallye National Ain-Jura             | 1er Jeremi Ancian - Michel Di Lullo (Wolkswagen Polo GTI R5 R/C2)   | 2e Emilien Roux - Baptiste Mazuir ()                                  | 3e Michaël Prevalet - Matthieu Pagnier (Skoda Fabia R5 R/5)              |                                                                       |                                                                      |
| 2024 - 45e Rallye National Ain-Jura             | 1er Jeremi Ancian - Michel Di Lullo (Wolkswagen Polo GTI R5 R/C2)   | 2e Emilien Roux - Baptiste Mazuir (Skoda Fabia R5 R/5)                | 3e David Lamarche - Jofrey Courtet(Alpine A110 Rallye RGT R/GT)          |                                                                       |                                                                      |
| 2025 - 46e Rallye National Ain-Jura             | 1er Denis Millet - Michel Di Lullo (Citroën C3 R5 R/C2)             | 2e Alix Andrey - Celien Andrey (Citroën C3 R5 R/5)                    | 3e Francis Nicolas - Alexandre Nicolas (Skoda Fabia R5 R/C2)             |                                                                       |                                                                      |